# Teodoric IV (rei dels francs)
Teodoric IV (? – 737) va ser rei dels francs de la Dinastia merovíngia des de l'any 721 fins a la seva mort. Fill de Dagobert III, els seus drets dinàstics van ser ignorats a la mort del seu pare el 715. Teodoric va ser tancat al monestir de Chelles d'on no sortiria fins al 721, quan havent mort Khilderic II sense deixar hereus, el majordom de palau Carles Martell el va fer pujar al tron del regne dels francs. El poder real, però, va continuar trobant-se en mans del Carles Martell. Després de dècades de "reis mandrosos" el prestigi de la dinastia merovíngia havia caigut tant que els reis no eren més que una figura tradicional. A la mort de Teodoric IV, Carles Martell va considerar que el seu poder personal ja estava prou consolidat i ni tan sols li calia un rei per justificar-se. A partir d'aleshores s'inicià un període d'interregne en què Carles governà amb el títol de princeps o subregulus.